# Duffman
Barry Duffman, ou Barry Huffman, mais comumente conhecido por seu nome de trabalho Duffman, é um personagem do seriado animado Os Simpsons. Ele é o mascote e porta-voz chefe da Duff Beer. Foi referenciado, no entanto, que o mascote corporativo "Duffman" foi realmente incorporado por vários atores diferentes, embora sejam virtualmente idênticos. Ele é conhecido por sua frase de efeito staccato: "Oh, yeah!" (também a música tema não oficial do personagem). Ele é reconhecível por seu boné da marca "Duff", óculos escuros wayfarer, capa vermelha, macacão azul claro e cinto de utilidades abastecido com "Duff".

## Perfil
Barry Huffman, mais conhecido como Duffman e dublado por Hank Azaria, é um personagem recorrente que, de acordo com Chris Turner, "incorpora toda a autoimportância e exagero do marketing contemporâneo". Ele é o mascote da fictícia Duff Corporation que vende a cerveja Duff, e é baseado no antigo mascote da Budweiser, Bud Man. Duffman é um ator musculoso, vestido com uma fantasia de super-herói que grita slogans enquanto empurra seus quadris. As estocadas de Duffman foram primeiro encenadas por Brad Bird. Seu bordão, "Oh, yeah!", é uma referência à música "Oh Yeah" do Yello, que muitos anunciantes começaram a usar quando Curtindo a Vida Adoidado fez sucesso. Embora leal aos seus patrocinadores corporativos, no episódio "Co-Dependent's Day" da 15ª temporada, Duffman revela que tem vergonha de trair sua herança judaica ao fazer uma performance nazista na Oktoberfest ("Este Reich vai durar mil cervejas! Oh, ja! [murmurando]: Eu faço isso e sou judeu."). No episódio da temporada 17 "Marge and Homer Turn a Couple Play", foi revelado que havia outros dois Duffmen trabalhando (mas é mantido em segredo para não desiludir as crianças). "Jaws Wired Shut" revelou que todos os atores que interpretaram Duffman morreram, uma referência às mortes do Homem de Marlboro, ("Duffman nunca pode morrer; apenas os atores que o interpretam"), o que lança alguma luz sobre o chamado erro de continuidade em que Duffman foi chamado de "Larry" em "Pygmoelian". Howard K. Duff o chamou de "Sid", em "Hungry, Hungry Homer", e em "Old Yeller Belly", ele se autoidentifica (embora fora do personagem) como "Barry Duffman". Em "Waiting for Duffman", em que Duffman se aposenta temporariamente e é substituído por Homer, seu nome é Barry Huffman. O personagem foi retratado como judeu.
A primeira aparição de Duffman foi no episódio da nona temporada "The City of New York vs. Homer Simpson" em 1997. Aliás, um personagem de história em quadrinhos chamado "Duffman" foi destaque na capa do programa da San Diego Comic-Con de 1994, desenhado pelos ilustradores dos Simpsons Steve Vance e Bill Morrison.
Existem também versões internacionais e específicas de cultura de Duffman para os mercados estrangeiros. Duffmensch, a versão alemã de Duffman, usa um capacete de pickelhaube azul e lederhosen de spandex azul com um cinto de couro escuro com suportes para latas de cerveja que parecem bolsas de munição. Ele usa o slogan em alemão Oh Ja!. A versão canadense de Duffman (vista no rótulo de Le Duff, a versão canadense de Duff) usa um uniforme da Polícia Montada e usa o slogan em francês Mais Oui! Eles ainda são interpretados pelo americano Duffman e têm seus maneirismos.

## Produção e recepção
O dublador de Duffman, Hank Azaria, revelou que "tem pavor" de dar voz ao personagem, pois "vai me deixar louco em um segundo" e "realmente dói".
O jogador da MLB Matt Duffy, apelidado de "Duffman", teve o personagem estêncil em seus bastões.